# Panissières
Panissières ist eine französische Gemeinde mit 2.882 Einwohnern (Stand: 1. Januar 2022) im Département Loire in der Region Auvergne-Rhône-Alpes. Sie gehört zum Arrondissement Montbrison und zum Kanton Feurs. Die Einwohner werden Panissièrois genannt.

## Geografie
Die Gemeinde liegt in der historischen Provinz Forez. An der südöstlichen Gemeindegrenze verläuft der Fluss Loise. Umgeben wird Panissières von den Nachbargemeinden Violay im Norden, Villechenève im Nordosten, Chambost-Longessaigne im Osten und Südosten, Essertines-en-Donzy und Jas im Süden, Salvizinet im Südwesten, Cottance im Westen sowie Montchal im Nordwesten.

## Bevölkerungsentwicklung
| Jahr                       | 1962 | 1968 | 1975 | 1982 | 1990 | 1999 | 2006 | 2017 |
| -------------------------- | ---- | ---- | ---- | ---- | ---- | ---- | ---- | ---- |
| Einwohner                  | 3412 | 3276 | 3046 | 2903 | 2867 | 2860 | 2797 | 2929 |
| Quellen: Cassini und INSEE |      |      |      |      |      |      |      |      |

## Sehenswürdigkeiten
|  |  |

- Monorail, entwickelt von Charles Lartigue aus den Jahren 1870–1880
- Kirche Saint-Jean-Baptiste

## Persönlichkeiten
- Jean-Marie Bonnassieux (1810–1892), Bildhauer
- Jean Berthelier (1830–1888), Sänger (Tenor)